# Hot (canción de Daddy Yankee y Pitbull)
«Hot» (en español: «Caliente») es una canción del cantante puertorriqueño Daddy Yankee junto al rapero cubano-estadounidense Pitbull. Fue lanzado el 24 de marzo de 2022 simultáneamente con el octavo y último álbum de estudio de Daddy Yankee "Legendaddy" entre varios otros sencillos del disco.
Fue acompañado de un video musical dirigido por el director venezolano Daniel Durán. Fue escrita por Daddy Yankee, Pitbull, el productor mexicano David "Scott Summers" Macías, el productor puertorriqueño Ovimael "OMB" Maldonado y los miembros del dúo de producción estadounidense Play-N-Skillz Juan Salinas y Oscar Salinas. Fue producido por Daddy Yankee, Play-N-Skillz y Scott Summers. El disc jockey mexicano DJ Morphius y el dúo de producción estadounidense Muzik Junkies recibieron créditos de producción y composición por el uso del ritmo de su canción «Trompeta y guaracha» (2019).
«Hot» ha sido descrito como una "fusión EDM" y recibió críticas en su mayoría negativas de los críticos musicales. Comercialmente, alcanzó el puesto 15 en Honduras, el puesto 23 en la lista Hot Latin Songs de EE. UU., el puesto 32 en la lista Rhythmic de EE. UU. y el puesto 61 en España.

## Antecedentes y composición
«Bombón» fue escrita por Daddy Yankee, Pitbull, David "Scott Summers" Macías, Ovimael "OMB" Maldonado y los miembros de Play-N-Skillz Juan Salinas y Oscar Salinas, y fue producido y programado por Daddy Yankee, Play-N-Skillz y Scott Summers. Fue mezclado y masterizado por los ingenieros de audio estadounidenses Luis Barrera Jr. y Michael Fuller, respectivamente; el primero también proporcionó una mezcla inmersiva. DJ Morphius y el dúo de producción estadounidense Muzik Junkies recibieron créditos de producción, programación y composición por el uso del ritmo de su canción «Trompeta y guaracha» (2019). Daddy Yankee y Pitbull habían trabajado previamente en las versiones remix de «Gasolina» y «What U Gon' Do» (ambas de 2004) y «No lo trates» (2019)."Hot" ha sido descrito como una "fusión EDM" y tiene una duración de dos minutos y treinta y cuatro segundos.
Tras su lanzamiento, los fanáticos de la drag queen mexicana Stupidrag acusaron a Daddy Yankee de plagiar el ritmo de su canción "Suertuda" (2020), que también muestra "Trompeta y Guaracha", en las redes sociales. DJ Morphius, productor de "Trompeta y guaracha", aclaró que vendió los derechos de autor del tema a Daddy Yankee, mientras que Stupidrag tuvo que retirar "Suertuda" de las plataformas de streaming por haber usado el beat sin autorización.

## Recepción
Jeanette Hernandez de Remezcla la seleccionó entre las mejores pistas de Legendaddy, "destacando el sonido característico [de Pitbull]" con "la vibra de himno de club banger por la que [él] es conocido". Por otro lado, Gary Suárez de Rolling Stone lo criticó como "una escucha desafiante [...] que se acerca demasiado a la estancada marca Mr. Worldwide". Isabelia Herrera de The New York Times se refirió a él como un "paso en falso atroz" y lo describió como "esencialmente una caricatura de la tarifa de un club nocturno de Miami". Jordi Bardají, del sitio web de música española Jenesaispop, la consideró "prescindible" y la describió como una canción que "suena como sacada de 2010".

## Desempeño comercial
Tras el lanzamiento del séptimo y último disco de Daddy Yankee "Legendaddy", "Hot" debutó y alcanzó el puesto 23 en la lista Hot Latin Songs de Billboard y el puesto 61 en España. En los Estados Unidos, finalmente alcanzó el número cinco en la lista Billboard Latin Digital Song Sales, la más alta para el álbum,  25 en Latin Airplay  y 32 en la lista Rhythmic. También alcanzó el número 15 en Honduras. 

## Video musical
El video musical fue uno de los 9 que se estrenaron simultáneamente con el lanzamiento del álbum de Daddy Yankee "Legendaddy" el 24 de marzo de 2022. Al inicio del video, se representa a unas personas entrando a una tienda de lujo, y después, con sonidos de trompetas y guarachas, se muestra a Pitbull cantando en inglés y español, y después canta Daddy Yankee.

## Créditos y personal
- Luis Barrera Jr. – ingeniero de mezcla, ingeniero de mezcla inmersivo
- Michael Fuller – ingeniero de masterización
- Muzik Junkies – productor, programación, composición [lower-alpha 1]
- DJ Morphius – productor, programación, composición [lower-alpha 1]
- OMB – ingeniero de grabación, composición de canciones
- Pitbull – voz, composición
- Play-N-Skillz – productor, programación, composición
- Scott Summers – productor, programación, composición
- Daddy Yankee – voz, productor, programación, composición

## Posicionamiento en listas
| Lista (2022)                             | Mejor posición |
| ---------------------------------------- | -------------- |
| Honduras (Monitor Latino)                | 15             |
| España (Top 100 Canciones)               | 61             |
| Estados Unidos (Hot Latin Songs)         | 23             |
| Estados Unidos Latin Airplay (Billboard) | 25             |
| US Rhythmic (Billboard)                  | 32             |

| Lista (2022)                            | Posición |
| --------------------------------------- | -------- |
| El Salvador (Monitor Latino)            | 63       |
| Honduras (Monitor Latino)               | 53       |
| Nicaragua (Monitor Latino)              | 97       |
| US Latin Digital Song Sales (Billboard) | 25       |
| US Latin Rhythm Airplay (Billboard)     | 49       |